# Levada (Cabo Verde)
Levada es una localidad caboverdiana del municipio de São Lourenço dos Órgãos.

## Geografía
La localidad está situada en la isla Santiago.

## Organización territorial
La localidad abarca los lugares y barrios de:
- Baessa
- Bom Pau
- Covão Boi
- Covão Chiqueiro
- Covão Moreno
- Lapa
- Lém Carvalho
- Lém Centeio
- Lém Monteiro
- Levada Centro
- Pau Mar